# Бучеш
Бучеш (рум. Buceș) — село у повіті Хунедоара в Румунії. Адміністративний центр комуни Бучеш.
Село розташоване на відстані 314 км на північний захід від Бухареста, 34 км на північ від Деви, 82 км на південний захід від Клуж-Напоки, 140 км на схід від Тімішоари.

## Населення
За даними перепису населення 2002 року у селі проживали 209 осіб, усі — румуни. Усі жителі села рідною мовою назвали румунську.